# Domingos Ferreira Pinto Basto
Domingos Ferreira Pinto Basto, (Porto, 12 de Março de 1814 —), com foro de cavaleiro fidalgo com o alvará de 11 de Maio de 1826, foi um empresário e político português.
Foi proprietário residente e administrador da Fábrica de Porcelanas da Vista Alegre, de 1861 a 1882, fundada por seu seu pai.
Em 25 de Agosto de 1861, foi um dos quarenta membros que fizeram parte da primeira Comissão Central 1.º de Dezembro de 1640 e, em 1864, foi presidente da câmara municipal de Ílhavo.

## Dados Genealógicos
Era neto de um seu homónimo e filho de José Ferreira Pinto Basto.
Casou com:
- D. Joaquina de Avilez, filha de Joaquina Rosa de Lencastre Barba Alardo e Menezes e de Jorge de Avilez Zuzarte de Sousa Tavares, conde de Avilez.[7][8][9]